# 大島大橋 (愛媛県)
大島大橋（おおしまおおはし）は、愛媛県の大島と見近島を結ぶ、単径間2ヒンジ補剛箱桁吊橋。しまなみ海道（西瀬戸自動車道、国道317号バイパス）の一部を構成する。伯方島と見近島を結ぶ伯方橋（3径間連続鋼床板箱桁橋）と連続構造となっており、一般的には「伯方・大島大橋」と呼ばれる。

## 概要
伯方橋と大島が最も接近する「宮窪瀬戸」に架橋された橋梁である。
初期投資抑制の観点から、建設時においては幅員23.7mの橋面の片側を暫定2車線の車道、もう片側のうち4mを自転車歩行者道として供用するよう設計された。4車線化の際には、橋桁の両側を2.9mずつ張り出し、両側に幅2.5mずつの管理路が確保できるような設計となっている。
主塔は周辺の自然景観との調和に配慮し、桁の上下で分割された二層ラーメン構造を採用。補剛桁構造については、景観面と、航行する船舶のレーダー障害対策を考慮し、横風への安全面から通常吊橋で採用されるトラス形式ではなく、日本国内の吊橋としては初めて箱桁（鋼床板逆台形補剛箱桁）を採用した。また、補剛桁の架設にあたっては、工場で組み立てたブロックを橋梁直下の台船からつり上げる直下吊り上げ工法を採用し、航行の制限なく工期も最小限とすることに成功した。

### 構造
- 形式：単径間2ヒンジ補剛箱桁吊橋
- 供用開始：1988年1月17日
- 橋長：840m（側径間140m+中央径間560m+側径間140m）[2]
- 中央径間：560m
- 路線名：国道317号（西瀬戸自動車道）
- 道路構造：第1種3級
- 設計速度：80km/h（規制速度70km/h）
- 車線数：暫定2車線

## 特記事項
- 風速15mで歩行者道、バイク道の通行止め、および自動車専用道路部の2輪通行止めと4輪が50km/h規制となる。
- 風速25mで自動車専用道路部が通行止めとなる。
- 開通に先立って地元住民に参加してもらって地震を想定した振動実験が行われ、震度7（阪神・淡路大震災クラス）の地震に対して余裕を持って耐えられることが証明されている（ただし、立っていられなかったとのこと）。
- 通行料金は伯方・大島大橋の項参照